# Peucetia rajani
Peucetia rajani is een spinnensoort in de taxonomische indeling van de lynxspinnen (Oxyopidae).
Het dier behoort tot het geslacht Peucetia. De wetenschappelijke naam van de soort werd voor het eerst geldig gepubliceerd in 1999 door Pawan U. Gajbe.